# Cavendishia oligantha
Cavendishia oligantha är en ljungväxtart som beskrevs av A. C. Smith. Cavendishia oligantha ingår i släktet Cavendishia och familjen ljungväxter. Inga underarter finns listade i Catalogue of Life.